# Hugh O’Donnell (Politiker)
Hugh O’Donnell (* 1. Mai 1952 in Glasgow) ist ein schottischer Politiker und ehemaliges Mitglied der Liberal Democrats.

## Leben
O’Donnell besuchte das Falkirk College of Further Education und schloss mit einem Diplom in Kommunikations- und Medienwissenschaften ab. Er ging an das Queen Margaret College in Edinburgh und anschließend an die Southern Connecticut State University und erlangte einen Bachelorabschluss in Kommunikation. O’Donnell ist verheiratet und Vater eines Sohnes und einer Tochter.

## Politischer Werdegang

### Britisches Unterhaus
O’Donnell trat mehrfach bei Unterhauswahlen für die Liberal Democrats an. Jedoch konnte er weder bei den Neuwahlen 2000 im Wahlkreis Falkirk West noch bei den Unterhauswahlen 2001, wiederum für Falkirk West, oder 2005 für Cumbernauld Kilsyth and Kirkintilloch East ein Mandat erringen.

### Schottisches Parlament
Bei den Schottischen Parlamentswahlen 1999, 2003 und 2007 kandidierte O’Donnell für den Wahlkreis Cumbernauld and Kilsyth erhielt aber nur jeweils die dritt- beziehungsweise vierthöchste Stimmenanzahl und verpasste somit den Einzug in das Schottische Parlament via Direktmandat. Auf Grund des Ausscheidens von Donald Gorrie vor den Wahlen 2007 rückte O’Donnell auf die erste Position der Regionalwahlliste der Liberal Democrats für die Wahlregion Central Scotland und errang 2007 das einzige Mandat für die Partei in dieser Region. Wenige Monate vor Ende der Legislaturperiode trat O’Donnell auf Grund von Meinungsverschiedenheiten bezüglich der politischen Ausrichtung aus der Partei aus und kritisierte den Vorsitzenden Tavish Scott scharf. Bei den Schottischen Parlamentswahlen 2011 trat O’Donnell als Parteiloser an, erhielt aber nur 821 Stimmen.